# Rypefjord
Rypefjord es una localidad situada en el municipio de Hammerfest, en la provincia de Finnmark, Noruega. Tiene una población estimada, a inicios de 2024, de 1786 habitantes.